# پرچم ناتینگهام‌شر
پرچم ناتینگهام‌شر در ۲۰ مه ۱۹۱۱ پذیرفته شد.